# ニューマーケット競馬場

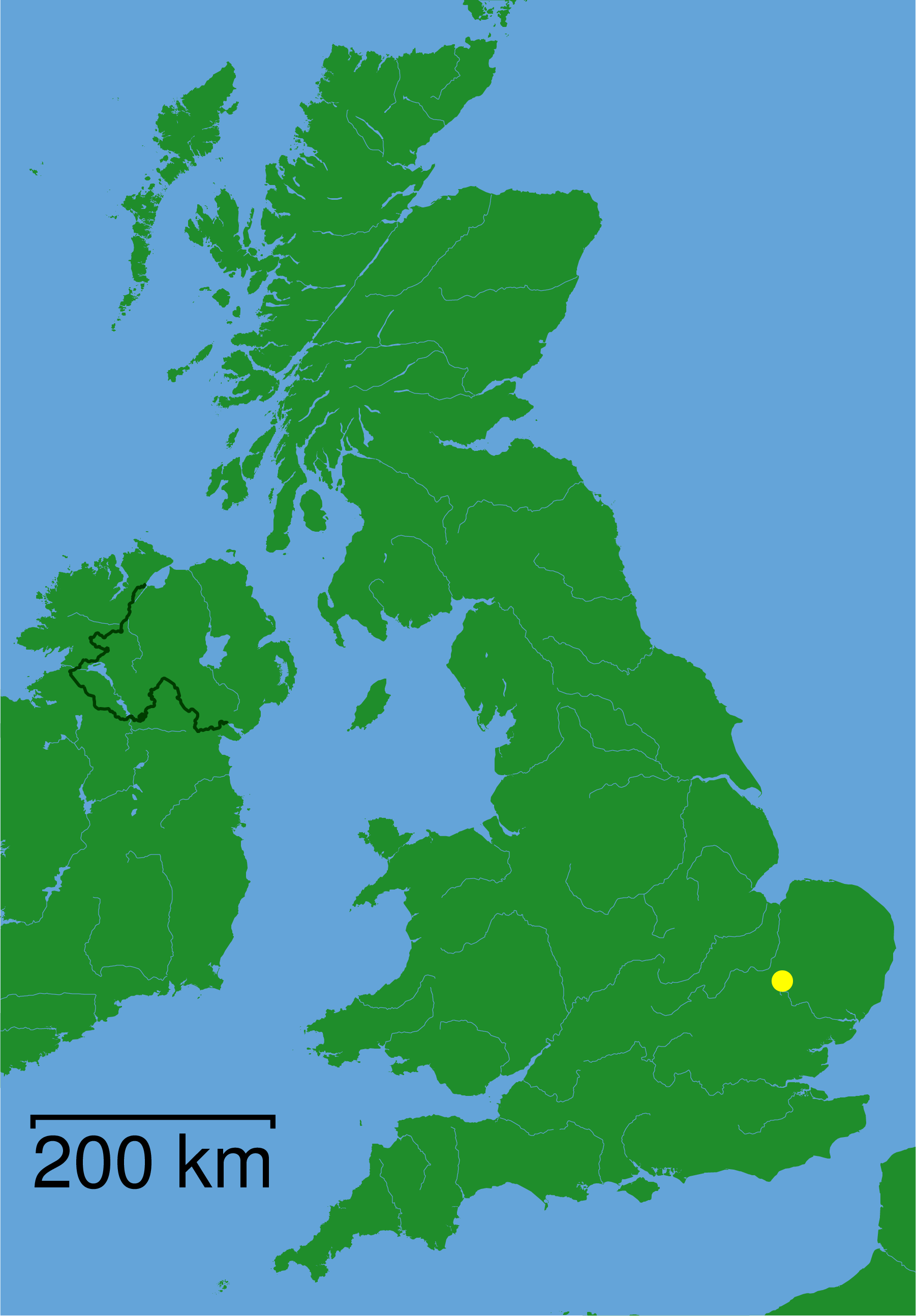
ニューマーケットの位置（黄色の記号）

ニューマーケット競馬場（ニューマーケットけいばじょう、Newmarket Racecourse）は、イギリスロンドンから北北東64マイル (103 km)に位置するサフォーク州 (イングランド) の世界最大の競馬町ニューマーケットにある競馬場。イギリスクラシック三冠競走の第1戦1000ギニー、2000ギニーが行われる事で知られる。
また第一次世界大戦・第二次世界大戦の頃には唯一ダービーとオークスの代替開催を行い、更には三冠の第3戦セントレジャーステークスやヨーロッパで最も権威のあるマイル競走のサセックスステークスなどの代替開催が行われた競馬場でもある。

## 歴史
- 1660年頃 - 競走コースが作られたと記録されている（現在のローリーマイルコース）。
- 1809年 - 第1回2000ギニーが行われる。
- 1814年 - 第1回1000ギニーが行われる。
- 1876年 - ヨーロッパ最大の短距離競走である第1回ジュライカップが行われる。
- 1877年 - イギリス秋の最大の競走である第1回チャンピオンステークスが行われる。
- 1915年 - 第一次世界大戦によりダービーとオークスとセントレジャーステークスを初の代替開催。
- 1917年 - 第一次世界大戦によりアスコットゴールドカップを初の代替開催。
- 1941年 - 第二次世界大戦によりサセックスステークスとセントジェームスパレスステークスを初の代替開催。

## コース形態
3つの直線を組み合わせた芝コース。
夏場以外のシーズンで行う「ローリーマイルコース」と夏場のみ使用する「ジュライコース」という、共に逆「く」の字型をした2つのコースがある。ローリーマイルコースとジュライコースが共有する前半直線部分は「セザレヴィッチコース」または「ビーコンコース」、ジュライコースの後半直線部分は「バンバリーマイルコース」と呼ばれる事がある。
ローリーマイルコースは2マイル4ハロン(約4023メートル)あり、1マイル2ハロン(約2012メートル)進んだ地点で右に大きく曲がりジュライコースと分かれる。ゴール板から300ヤード(約274メートル)手前から「ザ・ディップ」と呼ばれる急な上り坂が続く。名前はチャールズ二世の騎乗馬オールドローリーにちなんでいる。
ジュライコースは2マイル1ハロン(約3420メートル)で、1マイル1ハロン(約1809メートル)進んだ所で右に小さくカーブして1マイル (1,609 m)の平坦なバンバリーマイルに入る。バンバリーマイルのみを使用するレースも行われる。

## 主な開催
| 月 | 曜日   | レース名                         | コース | 格       | 距離   | 齢/性       |
| -- | ------ | -------------------------------- | ------ | -------- | ------ | ----------- |
| 4  | 水曜日 | フェイルデンステークス           | Rowley | Listed   | 1mi 1f | 3歳限定     |
| 4  | 水曜日 | ヨーロピアンフリーハンデキャップ | Rowley | Handicap | 7f     | 3歳限定     |
| 4  | 水曜日 | ネルグウィンステークス           | Rowley | Group 3  | 7f     | 3歳限定・牝 |
| 4  | 木曜日 | アバーナントステークス           | Rowley | Group 3  | 6f     | 3歳上       |
| 4  | 木曜日 | アールオブセフトンステークス     | Rowley | Group 3  | 1mi 1f | 4歳上       |
| 4  | 木曜日 | クレイヴンステークス             | Rowley | Group 3  | 1mi    | 3歳限定     |
| 5  | 土曜日 | 2000ギニーステークス             | Rowley | Group 1  | 1mi    | 3歳限定     |
| 5  | 土曜日 | パレスハウスステークス           | Rowley | Group 3  | 5f     | 3歳上       |
| 5  | 日曜日 | 1000ギニーステークス             | Rowley | Group 1  | 1mi    | 3歳限定・牝 |
| 7  | 木曜日 | バーレーントロフィー             | July   | Group 3  | 1mi 5f | 3歳限定     |
| 7  | 木曜日 | ジュライステークス               | July   | Group 2  | 6f     | 2歳限定     |
| 7  | 金曜日 | ファルマスステークス             | July   | Group 1  | 1mi    | 3歳上・牝   |
| 7  | 土曜日 | ジュライカップ                   | July   | Group 1  | 6f     | 3歳上       |
| 9  | 土曜日 | チェヴァリーパークステークス     | Rowley | Group 1  | 6f     | 2歳限定・牝 |
| 9  | 土曜日 | ミドルパークステークス           | Rowley | Group 1  | 6f     | 2歳限定     |
| 9  | 土曜日 | ケンブリッジシャーハンデキャップ | Rowley | Handicap | 1mi 1f | 3歳上       |
| 10 | 土曜日 | サンチャリオットステークス       | Rowley | Group 1  | 1mi    | 3歳上・牝   |
| 10 | 金曜日 | フィリーズマイル                 | Rowley | Group 1  | 1mi    | 2歳限定・牝 |
| 10 | 金曜日 | チャレンジステークス             | Rowley | Group 2  | 7f     | 3歳上       |
| 10 | 土曜日 | ロシア皇太子ハンデキャップ       | Rowley | Handicap | 2mi 2f | 3歳上       |
| 10 | 土曜日 | デューハーストステークス         | Rowley | Group 1  | 7f     | 2歳限定     |

### クレイヴン開催
イギリスでは11月には平地競走はほぼシーズンが終わり、障害競走のシーズンになる。冬の間は平地競走はずっと休みで、春になると障害競走のシーズンが終わり、平地競走の新シーズンが開幕する。
4月半ばのクレイヴン開催 (Craven Meeting) は、伝統的にイギリスに平地競走の新シーズン開幕を告げる開催として知られる。クレイヴン開催は2日間の日程で行われるが、目玉競走は3歳クラシック路線の前哨戦で、牡馬のクレイヴンステークスと牝馬のネルグウィンステークスである。
この開催は1771年に第6代クレイヴェン男爵（クレイヴン男爵）の支援によって始まった。

#### 主な競走
- クレイヴンステークス (G3) - 2000ギニーの主要な前哨戦。
- ヨーロピアンフリーハンデキャップ (L) - 3歳戦。2000ギニーの前哨戦。
- タタソールズ・ミリオン3歳トロフィー - 3歳戦。賞金20万ポンドで、クレイヴンステークスよりも高額賞金である。タタソールズセールで取引された3歳馬だけが出走できる[7]。
- フェイルデンステークス (L) - 3歳戦。ダービーを目指す馬のための9ハロン戦。
- ネルグウィンステークス (G3) - 1000ギニーの主要な前哨戦。
- タタソールズ・ミリオン3歳スプリント - タタソールズセールで取引された3歳馬だけの競走。賞金10万ポンドで、クレイヴンステークスよりも高額賞金である[7]。
- アバーナントステークス (G3) - シーズン最初のスプリント戦。
- アールオブセフトンステークス (G3) - シーズン最初の9ハロンの古馬戦。

### ギニーズフェスティバル
5月上旬のギニーズフェスティバル (Guineas Festival) は、ニューマーケット競馬場の1年を通じて最も重要な開催の一つである。
この開催中に、2000ギニー・1000ギニーが行われる。

#### 主な競走
- 2000ギニー
- 1000ギニー
- パレスハウスステークス(G3) - 3歳上・5ハロン（約1006メートル）
- ジョッキークラブステークス(G2) - 4歳上・12ハロン（約2414メートル）

### ジュライフェスティバル
ジュライフェスティバル (July Festival) はその名の通り、7月の開催で、「ジュライコース」として有名なコースを使用して3日間の競馬が開催される。
ジュライカップ・ファルマスステークス・プリンセスオブウェールズステークスなどが行われる。

### ケンブリッジシャー開催
ケンブリッジシャー開催 (The Cambridgeshire Meeting) は秋のニューマーケット競馬場で行われている。以前は10月に行われていたが、2011年のイギリス秋季競馬のスケジュール改革に伴い、9月後半の開催に移動した。
直線コースのローリーマイルコースが使用され、目玉競走はハンデ戦のケンブリッジシャーハンデキャップである。そのほか、ミドルパークステークス・チェヴァリーパークステークス・サンチャリオットステークスといったG1競走が行われる。
なお、ピーター・ラヴゼイのユーモア推理小説「殿下と騎手 (Bertie and the Tinman, 1987)」は、1886年のケンブリッジシャー・レースにまつわる八百長疑惑と、実在の当時の名騎手・フレッド・アーチャーの自殺事件を背景・題材にしている。

### チャンピオンズデー（廃止）
チャンピオンズデー (Champions Day) は、アメリカ合衆国のブリーダーズカップデーに倣い、3歳戦から古馬戦まで様々なG1競走を一堂に会して開催する大イベントだった。
開催の最大の競走がチャンピオンステークスだったが、凱旋門賞と開催日程が近く、有力馬が分散してしまうことから、開催スケジュールの再編成が行われた。その結果、チャンピオンズデー開催はアスコット競馬場に移った。その代わりにニューマーケット競馬場にはフューチャー・チャンピオンズデーが創設された。

### フューチャー・チャンピオンズデー
フューチャー・チャンピオンズデー (Future Champions Day) は、フィリーズマイル・デューハーストステークスなどの、2歳馬の重賞を1日に集めて行われる新しいイベントである。
ニューマーケット競馬場が始めたチャンピオンズデーが、イギリス全体の開催スケジュールの再編の結果アスコット競馬場に移ることになり、その代わりとして創設された。